# D.J. Funderburk
Derek Funderburk (Lakewood (Ohio), 12 de abril de 1997) es un baloncestista estadounidense que pertenece a la plantilla del KK Split de la Liga Croata. Con 2,08 metros de estatura, juega en la posición de pívot.

## Trayectoria deportiva
Es un pívot natural de Lakewood (Ohio), formado a caballo entre los Ohio State Buckeyes de la Universidad Estatal de Ohio, durante la temporada 2016-17. En la temporada 2017-18 formaría parte de la Northwest Florida State College y desde 2018 hasta 2021, jugaría durante tres temporadas en la NCAA con los NC State Wolfpack de la Universidad Estatal de Carolina del Norte.
Tras no ser elegido en el Draft de la NBA de 2021, disputaría 3 encuentros de la NBA Summer League con Utah Jazz.
El 28 de agosto de 2021, firma por el BC Avtodor de la VTB United League. El 16 de marzo de 2022 firmó con el Paris Basketball de la LNB Pro A francesa por el resto de la temporada.
El 12 de julio de 2022, Funderburk firmó con Promitheas Patras de la A1 Ethniki y la EuroCup. El 3 de septiembre de 2022, Funderburk se separó mutuamente del club griego sin aparecer en un solo partido oficial con el equipo. Ese mismo día fichó por el Reggio Emilia de la Lega Basket Serie A italiana.